# Andreas Hallén

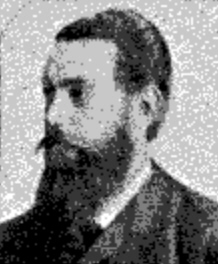
Andreas Hallén

Johan Andreas Hallén (Göteborg, 22 december 1846 — Stockholm, 11 maart 1925) was een Zweeds componist, dirigent en recensent. Zijn muziek is in te delen bij de (super)-romantiek. Hij heeft grote invloed gehad op het muziekleven in Zweden, maar lijkt als componist onderschat en ondergewaardeerd.
Als jongeling kreeg hij al muziekles van de organist van de kathedraal van Göteborg. Om verdere studies in de muziek te krijgen verkoos hij Duitsland en met name Leipzig (les van Carl Reinecke); München (Joseph Rheinberger) en Dresden (Julius Rietz). Naast compositie begon hij ook les te nemen in dirigeren. Al in Leipzig kreeg een van zijn eerste composities succes: Om pagen och kungadottren (over pages en prinsessen), een balladereeks die hij componeerde op 26-jarige leeftijd. De compositie vraagt om 150 zangers.

Na zijn studies vertrok hij weer naar Zweden en wachtte hem een warm onthaal. Hij richtte de Musiksällskapet weer op en was daar dirigent van 1872 tot 1978. Hij dirigeerde het orkest in grote koorwerken. Niet alleen in Stockholm was hij actief; ook in Göteborg werd hij dirigent van het Nieuw Koor Gezelschap (Nya Sängsällskapet). Al in 1869 had hij daar zijn debuut gemaakt als dirigent. Daarna ging hij weer naar Duitsland om 1883 definitief terug te keren naar Zweden. Na Stockholm en Göteborg was nu Malmö aan de beurt met het Syd Svenska Filharmoniska Sällskapet (Zuidzweeds muziekgezelschap). Vanaf 1884 heeft hij diverse uitvoeringen gegeven met allerlei orkesten en koren, waaronder de Missa Solemnis van Ludwig van Beethoven, oratoria van Franz Liszt, maar ook werken van Richard Wagner.
Vanaf 1892 was hij tweede dirigent bij de Opera van Stockholm en tegelijkertijd recensent bij een Zweeds blad. Ten slotte was hij tussen 1909 en 1919 docent aan de muziekacademie van Stockholm. 
Hallén is niet zo erkend als musicus en pedagoog vanwege zijn starre houding en wisselvallig humeur. Eenmaal gestudeerd hebbende was de drang tot vernieuwing totaal verdwenen en hij liet dat iedereen merken. Hij veroordeelde andere componisten onbegrijpelijke muziek te schrijven (hij deed dat ook als recensent). Leerlingen van hem zoals Kurt Atterberg en Oskar Lindberg hielden het niet lang bij hem uit. Alhoewel hij in haast alle genres gecomponeerd heeft, is zijn stijl haast niet geëvolueerd. 

## Oeuvre (selectief)
- (????): Romance voor viool en orkest opus 16;
- (1872): Om pagen och kungsdottern (balladen);
- (1872): Fritiof och Ingeborg (Fritiof en Ingeborg); een symfonisch gedicht;
- (1881): Harald de Viking (opera);(première in Leipzig onder leiding van Arthur Nikisch);
- (1882): Twee rapsodieën;
- (1895): Over de herfst (Om hösten) opus 38 voor orkest;
- (1896): Häxfällen (Heksenval) (opera);
- (1898): Todteninsel (eiland van de dood) (orkest);
- (1899): Schat van Waldemar (Waldemarsskatten)(opera); (60 voorstellingen in Stockholm!)
- (1904): Kerstoratorium;
- (1905): Spherenklänge
- (????): Een zomersage
- Orkestratie van Hongaarse dansen van Johannes Brahms, nr. 2 en 7.

en toneelmuziek onder anderen bij Gustav Wasa (1896) van Daniel Fallström, later omgewerkt tot de Gustaf Wasa Saga.

## Bron
- Uitgave van Sterling

- Bibsys: 90359103
- Biblioteca Nacional de España: XX1267869
- Bibliothèque nationale de France: cb16261009x (data)
- Gemeinsame Normdatei: 116406356
- International Standard Name Identifier: 0000 0001 1490 9168
- Library of Congress Control Number: n84130321
- MusicBrainz: 776432b5-83e8-4085-8048-387a82f40061
- Nationale Bibliotheek van Israël: 987007414585405171
- Réseau des bibliothèques de Suisse occidentale: 02-A018672682
- LIBRIS: 212938
- SNAC: w6w101d1
- Virtual International Authority File: 42588362
- WorldCat: E39PBJkHjYYjYPFm9gJXCqXDbd